# Quần đảo Phoenix
Quần đảo Phoenix là một nhóm gồm tám rạn san hô vòng và hai rạn san hô ngập nước nằm ở trung tâm Thái Bình Dương, phía đông của quần đảo Gilbert và phía tây của quần đảo Line. Các đảo là một phần của Cộng hòa Kiribati. Vào cuối thập niên 1930 chúng trở thành nơi thực hiện các nỗ lực mở rộng thuộc địa cuối cùng của Đế quốc Anh bằng việc chính thức sáp nhập để chuẩn bị cho việc rút lui. Quần đảo và khu vực xung quanh và Vùng bảo tồn Quần đảo Phoenix với 120 loài san hô và trên 500 loài cá. Vào ngày 28 tháng 1 năm 2008, chính phủ Kiribati chính thức tuyên bố toàn bộ nhóm Phoenix và khu vực xung quanh là một khu bảo tồn, với diện tích 410.500 kilômét vuông (158.500 dặm vuông Anh) thì đây là khu bảo tồn biển lớn nhất trên thế giới.
Nhóm đảo không có người ở ngoại trừ một vài hộ gia đình tại đảo Kanton. Các lãnh thổ chưa hợp nhất của Hoa Kỳ là đảo Baker và đảo Howland thường được coi là phần tách ngoài phía bắc của nhóm đảo, theo định nghĩa về địa lý. Chính quyền Hoa Kỳ trước đó tuyên bố chủ quyền với toàn bộ quần đảo Phoenix theo Đạo luật đảo phân chim. Hiệp ước Tarawa đã thủ tiêu mọi tuyên bố chủ quyền của Hoa Kỳ tại Kiribati, ngoại trừ Baker và Howland.
Tại các thời điểm khác nhau, quần đảo được coi là một phần của nhóm đảo Gilbert (từng có tên "Kingsmill"). Tên gọi "Phoenix" của nhóm đảo này dường như được đặt từ thập niên 1840, theo tên một hòn đảo trong nhóm. Đảo Phoenix có thể đã được đặt theo tên một trong nhiều tàu săn cá voi mang tên này khi chúng hoạt động dồn dập trong vùng biển vào đầu thế kỷ 19.